# QAPF図

深成岩のQAPF図

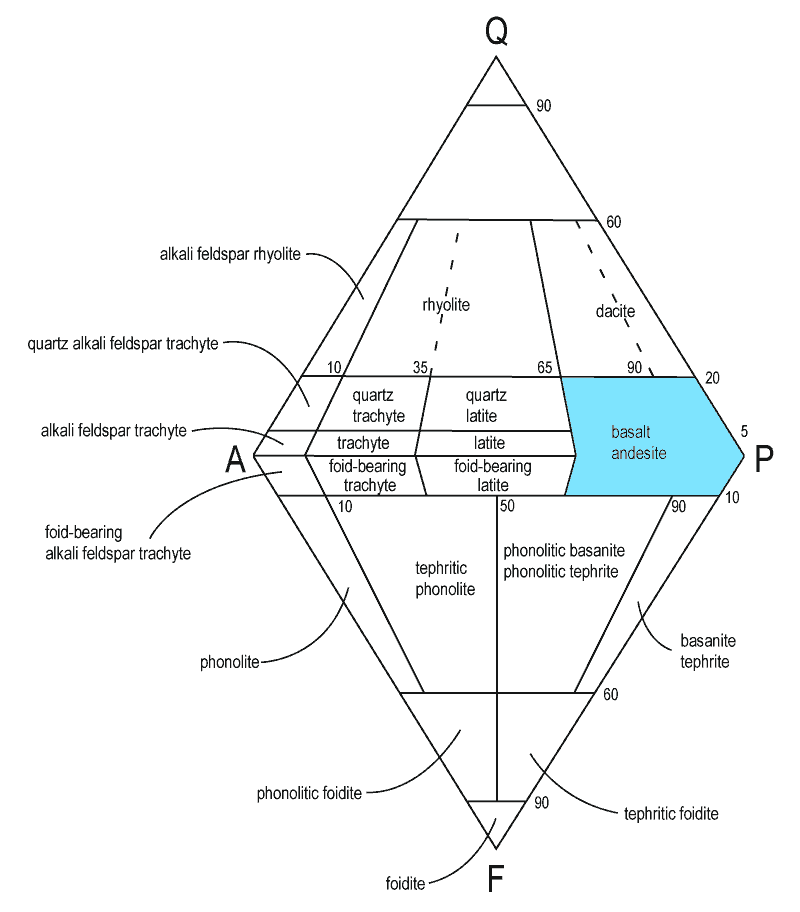
火山岩のQAPF図

QAPF図（キューエーピーエフず、英: QAPF diagram）とは、鉱物学的な組成に基づいて火成岩を分類するときに使われる、ひし形のダイアグラム。Q・A・P・Fは、石英（Quartz）、アルカリ長石（Alkali feldspar）、斜長石（Plagioclase）、準長石（Feldspathoid）という4つの鉱物グループの頭文字である。石英（Q）・アルカリ長石（A）・斜長石（P）・準長石（F）は、それぞれQAPF図において四方に配置され、それらの比率に基づいて鉱物が分類される。QAPF図において、Q・A・P・Fの比率は正規化される（つまり、Q・A・P・Fの合計が100％になるように数字が調整される）。

## 起源
QAPF図は、スイス出身の岩石学者であるAlbert Streckeisen博士の主導で国際地質科学連合（IUGS）に設けられた「火成岩の分類法に関するIUGS小委員会」（Subcommission on the Systematics of Igneous Rocks）によって、1974年に提案された
(そのため「Streckeisen diagrams」の別名がある)。
火成岩、特に深成岩を分類するための図として、世界中の地質学者にQAPF図は受け入れられた。

## 利用

TAS図

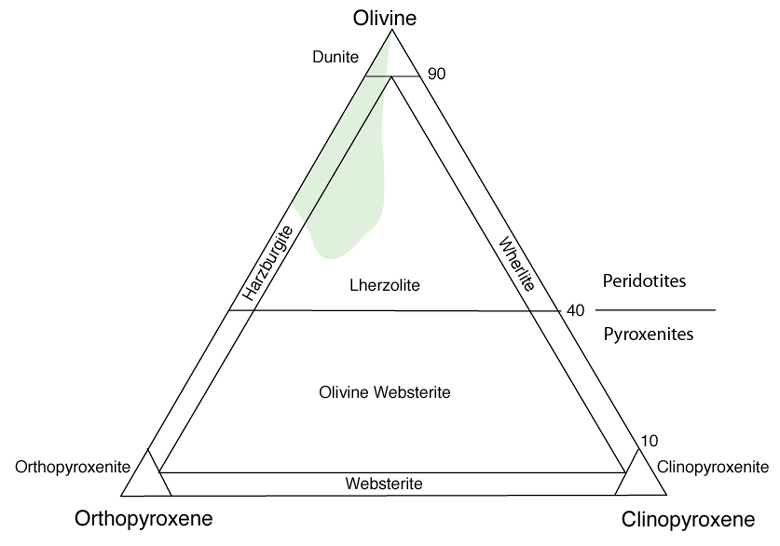
超苦鉄質岩を分類するときの図

QAPF図は、主に顕晶質(結晶粒を肉眼で確認できる)の深成岩を分類するために利用されているが、火山岩において鉱物学的な組成の比率が確認できる場合にも利用されている。火山岩においてQAPFの比率が確認できない場合、もしくは火砕岩は、QAPF図の代わりにTAS図(Total-Alkali-Silica）が使われる。黒曜石などの火山ガラスを含む火山岩を分類するときにもTAS図が使われる。苦鉄質鉱物が90％を超える超苦鉄質岩（かんらん岩や輝石など）の場合は、QAPF図でもTAS図でもない専用のダイヤグラムが使われる。
鉱物の中には産地によって名前が付けられている物もあるが、QAPF図においては鉱物の名前は組成に従って決定される。逆に言うと、組成が解らないと鉱物の正確な名前を特定できない。

## 参照
- Streckeisen, A. L., 1974. Classification and Nomenclature of Plutonic Rocks. Recommendations of the IUGS Subcommission on the Systematics of Igneous Rocks. Geologische Rundschau. Internationale Zeitschrift für Geologie. Stuttgart. Vol.63, p. 773-785.
- Streckeisen, A. L., 1978. IUGS Subcommission on the Systematics of Igneous Rocks. Classification and Nomenclature of Volcanic Rocks, Lamprophyres, Carbonatites and Melilite Rocks. Recommendations and Suggestions. Neues Jahrbuch für Mineralogie, Abhandlungen, Vol. 141, 1-14.
- Le Maitre,R.W. 2002. Igneous Rocks: A Classification and Glossary of Terms : Recommendations of International Union of Geological Sciences Subcommission on the Systematics of Igneous Rocks. Cambridge University Press, 236pp.